# میگل اران
میگِل اِران (اسپانیایی: Miguel Herrán‎؛ زادهٔ ۲۵ آوریل ۱۹۹۶) بازیگر اهل اسپانیا است. وی از سال ۲۰۱۵ میلادی تاکنون مشغول فعالیت بوده‌است.
از فیلم‌ها یا برنامه‌های تلویزیونی که وی در آن نقش داشته‌است، می‌توان به حمله به بانک مرکزی، چندی بعد، خانه کاغذی، تا بلندای آسمان، نگهبان نامرئی، ۱۸۹۸، آخرین مردان ما در فیلیپین و الیت اشاره کرد.